# Juliette Atkinson
Juliette Paxton Atkinson, född 15 april 1873, Rahway, New Jersey, USA, död 12 januari, 1944 var en amerikansk högerhänt tennisspelare. Atkinson var en av USA:s bästa kvinnliga tennisspelare under 1890-talets andra hälft och 1900-talets första år. 
Hon upptogs 1974 i International Tennis Hall of Fame.

## Tenniskarriären
Juliette Atkinson nådde singelfinalen, Challenge Round, i Amerikanska mästerskapen fyra år i följd (1895-98) och vann tre av dessa. Sin första titel, (1895), vann Atkinson genom finalseger över Helen Hellwig (6-4, 6-2, 6-1). Året därpå, 1896, förlorade hon titeln till Elisabeth Moore som finalvann med 6-4, 4-6, 6-2, 6-2. De båda möttes också i finalen säsongen därpå, 1897, denna gång med Atkinson som segrare med 6-3, 6-3, 4-6, 3-6, 6-3. 
Finalen 1898 blev en mycket jämn kamp mellan Atkinson och Marion Jones Farquhar och spelades över 5 set. Slutligen lyckades Atkinson vinna med siffrorna 6-3, 5-7, 6-4, 2-6, 7-5. Atkinson ställde inte upp i singelklassen efter detta, men fortsatte att spela dubbel till 1902. 
Atkinson hade ännu större framgångar i dubbel där hon perioden 1894-1902 med fem olika partners vann 7 titlar i Amerikanska mästerskapen. Två av dessa vann hon med sin yngre syster, Kathleen. De båda systrarna möttes också vid två tillfällen i singelturneringarna. Vid båda dessa tillfällen vann Juliette.
Atkinson vann tre konsekutiva mixed dubbel-titlar i Amerikanska mästerskapen tillsammans med Edwin Fisher.

## Spelaren och personen
Juliette Atkinson var bosatt i Brooklyn, New York.

## Grand Slam-titlar
- Amerikanska mästerskapen
  - Singel - 1895, 1897, 1898
  - Dubbel - 1894, 1895, 1896, 1897, 1898, 1901, 1902
  - Mixed dubbel - 1894, 1895, 1896